# シクロン・ラミレス
シクロン・ラミレス（Ciclon Ramirez 、本名：Celso Reyes Daza、1961年7月28日 - 2025年3月4日）は、メキシコのプロレスラー（元覆面レスラー）。ゲレーロ州アカプルコ出身。
実子はシクロン・ラミレス・ジュニア。

## 来歴
少年時はサッカーと水泳に熱中し、また熱狂的なルチャファンでリスマルクを応援していた。18歳でハリスコ州グアダラハラにあったディアブロ・ベラスコのジムの門をたたき、ルチャのトレーニングを始める。
1982年3月にヌエボ・ラレドでデビュー。オブニーやペガソのマスクマンを名乗った。ペガソ時代の1985年3月17日にはメキシコナショナルライト級王座を奪取。1988年末からシクロン・ラミレスのマスクマンでEMLL（現在のCMLL）に登場。
1989年5月21日に空位だったメキシコナショナルウェルター級王座にトーナメントの決勝でベスティア・サルバヘに勝利し奪取、以降1992年までに2度栄冠。このころはアギラ・ソリタリア、エル・パンテーラとラス・サエタス・デル・リングを結成。
1992年にユニバーサル・プロレスリングに来日。
1993年3月にはフェリーノを破りCMLL世界ウェルター級王座を奪取。7月9日にはコントラ・マッチでフェリーノに敗れ素顔になる。
1995年1月にはWARに来日。
その後CMLLを離れプロモ・アステカやIWRGに出場、リングネームもティブロンと変えた。以降IWRGの常連になり、2000年6月29日にはドクトル・セレブロを破りIWRGインターコンチネンタルウェルター級王座を奪取。
2016年3月28日、神戸サンボーホールにて開催されたDRAGON GATEの「GLORIOUS GATE 2016 -最終戦-」で、
息子のシクロン・ラミレス・ジュニアがトライアウトマッチに登場した。（対Eita。結果はドロー。）
2025年3月4日、心臓発作により死去。64歳没。

## 得意技
ウラカン・ラナ・インベルティダ
高角度でかつ高速で放つためにシクロン・ラナとオリジナル名がついた。

トペ・スイシーダ　　 　　凄まじいスピードで頭から飛んでいく、当時トップクラスの使い手。

## 獲得タイトル
EMLL / CMLL / メキシコ連邦区ボクシング・レスリング協会
CMLL世界ウェルター級王座
メキシコナショナルライト級王座
メキシコナショナルウェルター級王座 :3回
連邦区ウェルター級王座
連邦区トリオ王座 :2回（w/ イホ・デル・ウラカン・ラミレス、ウラカン・ラミレス・ジュニア w/ アギラ・ソリタリア、エル・パンテーラ）
IWRG
IWRGインターコンチネンタルウェルター級王座
その他
アレナ・サンタ・マリア・アスタヒューウカンタッグ王座（w/ SWAT）
ナウカルパンミドル級座
ヌエボ・レオントリオ王座（w/ アギラ・ソリタリア、エル・パンテーラ）
オクシデンテ・ウェルター級王座
ベラクルストリオ（w/ アギラ・ソリタリア、エル・パンテーラ）